# RIT MS
RIT MS é uma emissora de televisão brasileira localizada na cidade de Dourados, no Estado do Mato Grosso do Sul. Opera no canal 5 (41 UHF digital) e é uma emissora própria da Rede Internacional de Televisão e geradora da rede, sendo pertencente à Fundação Internacional de Comunicação, braço midiático da Igreja Internacional da Graça de Deus.
Em 25 de julho de 2017, a RIT MS lançou o Jornal da RIT. O telejornal, com foco em notícias locais e regionais, estreou às 19h e tem duração de uma hora.
Em 23 de março de 2024, a emissora estreou o programa Semear MS, com foco na temática rural e na transmissão de conteúdo local para o Estado de Mato Grosso do Sul. A apresentação do programa é conduzida pela jornalista Valéria Araújo.

## Sinal digital
| Canal virtual | Canal digital | Resolução de tela | Programação                                 |
| ------------- | ------------- | ----------------- | ------------------------------------------- |
| 5.1           | 41 UHF        | 1080i             | Programação principal da RIT Dourados / RIT |

Transição para o sinal digital
Com base no decreto federal de transição das emissoras de TV brasileiras do sinal analógico para o digital, a RIT Dourados, bem como as outras emissoras de Dourados, cessou suas transmissões pelo canal 5 VHF em 09 de janeiro de 2019, seguindo o cronograma oficial da ANATEL.